# Reinhard Marx
Reinhard Marx (Geseke, Paderborn, 21 de septiembre de 1953) es un cardenal alemán.

## Biografía

### Presbiterado
Fue ordenado sacerdote de la Diócesis de Paderborn el 2 de junio de 1979 por Mons. Johannes Joachim Degenhardt. Estudió filosofía en y teología en Paderborn y en la Universidad Católica de París. Obtuvo un doctorado en teología, en 1989, por la Universidad de Bochum.
Fue profesor de Doctrina social de la Iglesia en Paderborn.

## Episcopado

### Obispo Auxiliar de Paderborn
El 23 de julio de 1996, Juan Pablo II lo nombró Obispo titular de Petina y Obispo Auxiliar de la Arquidiócesis de Paderborn.
Fue consagrado el 21 de septiembre de ese año por el mismo obispo que lo había ordenado sacerdote 17 años antes.

### Obispo de Tréveris
El 20 de diciembre de 2001, el Santo Padre Juan Pablo II lo nombró Obispo de la Diócesis de Tréveris, la sede episcopal más antigua de Alemania. 

### Arzobispo de Múnich y Frisinga
El 30 de noviembre de 2007, el Papa Benedicto XVI lo nombró XIII Arzobispo Metropolitano de la Arquidiócesis de Múnich y Frisinga.
Sucedió al cardenal Friedrich Wetter que se retiró después de los 80 años.

## Cardenalato
Fue creado cardenal por el papa Benedicto XVI el 20 de noviembre de 2010. Recibió el título de cardenal presbítero de San Corbiniano. En ese momento, fue el miembro más joven del Colegio cardenalicio.
En 2012 fue elegido Presidente de la Comisión de Conferencias Episcopales de la Comunidad Europea (COMECE).
Participó en el Cónclave de 2013, en el que fue elegido el papa Francisco, y en el de 2025 en el que fue elegido el papa León XIV.

### Cargos en la curia romana
Fue presidente de la Conferencia Episcopal Alemana entre 2014 y 2020.
Es miembro de las Congregaciones para la Educación Católica y para las Iglesias Orientales;
y miembro del Pontificio Consejo para la Justicia y la Paz.
Fue uno de los ocho cardenales elegidos por el papa Francisco para conformar el Consejo de Cardenales que busca ayudarle en el gobierno de la Iglesia y reformar la Curia romana.
El 15 de mayo de 2019 fue confirmado como miembro de la Congregación para las Iglesias Orientales in aliud quinquennium.
El 14 de julio de 2020 fue confirmado como coordinador del Consejo de Asuntos Económicos de la Santa Sede  in aliud quinquennium.
El 13 de octubre de 2020 fue confirmado como miembro del Consejo de Cardenales para ayudar al Santo Padre en el gobierno de la Iglesia universal y para estudiar un proyecto de revisión de la constitución apostólica Pastor bonus sobre la Curia Romana  ad aliud quinquennium.
El 4 de junio de 2021 se conoció que el cardenal Marx había ofrecido su dimisión como arzobispo al papa Francisco en una carta fechada el 21 de mayo de 2021. En la carta, Marx escribió que en esencia era "corresponsable de la catástrofe de los abusos sexuales cometidos por funcionarios de la Iglesia en las últimas décadas"; había habido "muchos fallos personales y errores administrativos", pero "también fallos institucionales o sistémicos". La Iglesia católica había llegado a un "punto muerto", pero también podía convertirse en un "punto de inflexión". En una carta del 10 de junio del mismo año, el papa rechazaba la dimisión de Marx y le animaba a "exponerse a la crisis". Le instó a continuar "como lo 
propones pero como arzobispo de Múnich y Frisinga".
En marzo de 2022 el cardenal celebró una misa a favor de los LGTBI en la iglesia de St. Paul de Múnich. La archidiócesis emitió un comunicado donde relataba todas las actividades a favor de este colectivo que se realizaban en su seno.

## Obras
- Marx, Reinhard; Wulsdorf, Helge (2005). Ética social cristiana-doctrina social de la Iglesia: perfiles, principios, campos de acción. Editorial Cultural y Espiritual Popular. ISBN 978-84-7050-826-4.
- Marx, Reinhard (2011). El capital. Un alegato a favor de la Humanidad. Editorial Planeta. ISBN 978-84-08-10070-6.